# Chapelle Sainte-Anne de Pornichet
La chapelle Sainte-Anne est un lieu de culte catholique situé sur la commune de Pornichet, dans le département français de la Loire-Atlantique.

## Localisation
La chapelle est située à la pointe du Bec dans le quartier du Vieux-Pornichet, à l'extrémité sud de la baie du Pouliguen, près du port de plaisance de Pornichet.
Dédiée à Sainte Anne, elle est rattachée à la paroisse de la Trinité d'Escoublac - Pornichet du diocèse de Nantes.

## Description
Modeste édifice de style néo-roman, elle possède un plafond en berceau renversé et une statue de Sainte Anne orne sa façade.
À l'extérieur sur le parvis, un petit campanile en bois d'environ 3 m de haut installé le 6 mai 2000, quelques jours avant les fêtes commémorant le centenaire de la commune, porte la cloche bénie en 1925 qui surplombait la chapelle à l'origine.

## Historique
À la fin du XIXe siècle, Pornichet n'est encore qu'un village de pêcheurs et de paludiers mais déjà les familles, nantaises pour la plupart, viennent assidûment y passer l'été. Il leur faut alors, pour se rendre aux offices, aller jusqu'à l'église Saint-Sébastien de Pornichet, à environ 1,5 km. En 1878, l'abbé Halgand est nommé curé de Saint Sébastien (Pornichet n'existait pas encore et encore moins l'église des Dunes). Peu après son arrivée, il est informé par les villégiateurs de leur désir de voir une chapelle s'élever pour leur permettre d'assister aux offices religieux plus près de chez eux.
Un terrain est concédé gracieusement par un habitant, Monsieur Robert, et les riverains versent une souscription pour financer la construction. Les plans sont dessinés par M. Sarrey, les fondations sont creusées dans le courant du mois de mai 1879, la bénédiction se fait le dimanche 24 août 1879, l'édifice est complètement terminé en novembre 1879. La chapelle est rachetée par l'évêché en 1911.

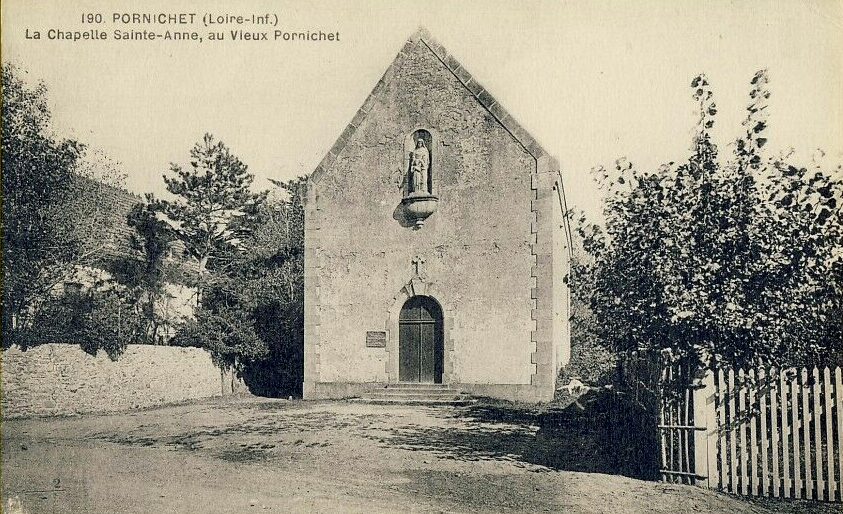
La chapelle, vers 1910

## Témoignages
Une dame parlait jadis avec émotion de son mariage en 1927, de ses noces de diamant en 1987 et des belles processions du jour de la Sainte Anne : « On allait en priant et chantant, flambeau à la main jusqu'à ce qui est devenu « le Vieux Port » ». Une autre personne rappelle avec nostalgie le Salut chaque mardi et vendredi en fin d'après-midi, « il fallait troquer le maillot de bain tricoté par les grand-mères pour la robe du dimanche et les chaussettes blanches, et participer à tour de rôle au Salut qui durait une vingtaine de minutes. La chapelle avec son plafond en carène de bateau et ses beaux bancs de chêne n'a plus son autel d'antan, mais c'est toujours un lieu de calme, de repos, de recueillement, de méditation.